# Cylindrocladiella parva
Cylindrocladiella parva är en svampart som först beskrevs av P.J. Anderson, och fick sitt nu gällande namn av Boesew. 1982. Cylindrocladiella parva ingår i släktet Cylindrocladiella och familjen Nectriaceae.   Inga underarter finns listade i Catalogue of Life.